# Baauer
Harry Bauer Rodrigues, noto come Baauer (West Philadelphia, 30 aprile 1989), è un disc jockey e produttore discografico statunitense, conosciuto soprattutto per il suo singolo di successo mondiale Harlem Shake .

## Biografia
Nato in Pennsylvania da padre portoghese e madre tedesca, ha incominciato a produrre musica dance all'età di 13 anni, componendo brani house ed electro; nel suo stile sono presenti alcune influenze hip hop . Baauer ha prodotto remix per artisti come i Nero, i Prodigy, i Flosstradamus e i No Doubt. Il noto DJ e produttore ha dato definitivamente la "spinta" internazionale per la nascita della Trap Music, e il suo riconoscimento come nuovo genere musicale anche al di fuori degli Stati Uniti con sonorità sempre in costante aggiornamento.

## Discografia

### Album in studio
- 2016 – Aa
- 2020 – Planet's Mad

### EP
- 2012 – Dum Dum
- 2014 – ß

### Singoli

#### Come artista principale
- 2011 – Iced Up (feat. BHB)
- 2011 – Samurai
- 2012 – Harlem Shake
- 2012 – Dum Dum
- 2013 – Higher (con Just Blaze feat. Jay-Z)
- 2013 – Infinite Daps (con RL Grime)
- 2014 – One Touch (feat. AlunaGeorge e Rae Sremmurd)
- 2014 – Clang
- 2014 – Soulja
- 2014 – GoGo!
- 2016 – Cantina Boy
- 2016 – Day Ones (feat. Novelist e Leikeli47)
- 2016 – Kung Fu (feat. Pusha T e Future)
- 2016 – Temple (feat. M.I.A. e G-Dragon)
- 2016 – How Can You Tell When It's Done? (con C.Z.)
- 2016 – Paauer
- 2016 – Night Out (feat. Chaki Zulu, Kepha, JB, kZm and Petz)
- 2018 – 18 (con Kris Wu, Rich Brian, Joji e Trippie Redd)
- 2018 – Mdr (con Party Favor)
- 2018 – 3AM (con AJ Tracey e Jae Stephens)
- 2018 – Hate Me (con Miquela)
- 2018 – Company (feat. Soleima)
- 2020 – Planet's Mad
- 2020 – Magic
- 2020 – Aether
- 2020 – Reachupdontstop

#### Come artista ospite
- 2013 – Coup d'Etat (G-Dragon feat. Diplo e Baauer)
- 2019 – Big Titties (Rico Nasty, Kenny Beats feat. Baauer e EarthGang)
- 2020 – Just Enough (Holly feat. Baauer)

### Remix
- 2012 – Kureger - Talk
- 2012 – Abel - Girls
- 2012 – Neva Knew - Obey City
- 2012 – Flosstradamus - Rollup
- 2012 – Ryan Hemsworth - Slurring
- 2012 – No Doubt - Settle Down
- 2012 – Nero - Won't You (Be There)
- 2012 – The Prodigy - Mindfields
- 2012 – Brick + Mortar - Move to the Ocean
- 2012 – First Aid Kit - Winter is All Over You
- 2013 – AlunaGeorge - Attracting Files
- 2013 – Disclosure - You & Me (feat. Eliza Doolittle)